# Owens & Minor
Owens & Minor ist ein US-amerikanisches Großhandelsunternehmen, das mit Arzneimitteln und medizintechnischen Produkten Handel betreibt. Das Unternehmen beliefert Gesundheitseinrichtungen mit Produkten externer Marken, bietet aber auch Medizinprodukte unter der Eigenmarke MediChoice an. Das Produktangebot unter der Marke MediChoice umfasst neben Operationsleuchten und Waagen unter anderem auch Einweggeschirr und Spezialreinigungsmittel.
Im Jahr 1882 eröffnete die Owens & Minor Drug Company eine Apotheke in Richmond, Virginia. Erst in den 1950er Jahren begann das Unternehmen stark zu wachsen, als 1954 die Bodeker Drug Company mit einem Umsatz von drei Millionen US-Dollar übernommen wurde. Owens & Minor konnte zu diesem Zeitpunkt selbst einen Umsatz von fünf Millionen Dollar ausweisen. Das fusionierte Unternehmen Owens, Minor & Bodeker (OMB) nahm noch im selben Jahr einen ersten IBM-Rechner in Betrieb, der zur Automatisierung der Auftragsabwicklung diente. Mit dem Zukauf des Unternehmens A&J Hospital Supply erfolgte im Jahr 1966 eine Expansion in den Bereich der Krankenhausbelieferung mit Medikamenten und chirurgischen Instrumenten. Seit 1988 werden Aktien von Owens & Minor an der NYSE gehandelt. Das Unternehmen Movianto war eine Tochter von Owens & Minor und wurde im Juni 2020 mit seinen drei Logistikzentren in Deutschland an die Walden Group verkauft.